# Габелета (Витербо)
Габелета је насеље у Италији у округу Витербо, региону Лацио.
Према процени из 2011. у насељу је живело 98 становника. Насеље се налази на надморској висини од 248 м.